# SN 2001gn
SN 2001gn – supernowa typu Ia odkryta 15 kwietnia 2001 roku w galaktyce A140159+0504. W momencie odkrycia miała maksymalną jasność 25,00m.